# Фотокерамика
Фотокерамика — изделия из керамики, металлокерамики с долговечным изображением людей, пейзажей, образов, картин с качеством, близким к фотографическому.
Фотокерамика — («отраслевое») — направление, связанное с созданием долговечных изображений на керамике, металлокерамике. Можно выделить следующие направления фотокерамики: ритуальная фотокерамика — фото на овалах, табличках; декоративная фотокерамика — фото на керамической плитке; сувенирная фотокерамика — изображения на сувенирах, чашках, блюдцах, тарелках, вазах и др. . В настоящее время фотокерамика изготавливается с помощью специальных керамических принтеров.

## История развития фотокерамики
Первые работы по созданию изображений на керамике были выполнены много веков назад. Первые упоминания о таких изображениях известны в вавилонских текстах, подтверждение чему служат найденные археологами образцы изделий с росписью на посуде. В Древнем Китае очень активно развивалось ремесло создания изображений (орнаментов, образов, людей) на керамике.
Среди работ по нанесению изображений на керамику, выполненных мастерами в Древние времена, можно отметить:
- Этрусские тарелки на высокой ножке. Конец IV — начало III в. до н. э., Чивита-Кастеллана, Италия.
- Глиняные кувшины, 1800—1600 гг. до н. э., Кипр.
- Парфюмерный сосуд грушевидной формы — арибалл. 630—590 гг. до н. э. Коринф.
- Лекиф с изображением солярных символов. Начало VI в. до н. э. Остров Родос.
- Краснофигурная амфора, вторая — третья четверть IV в. до н. э. Италия.

Технология нанесения изображений на керамические изделия включает в себя обязательную температурную обработку изделия, при которой обеспечивается адгезия изображения, выполненного краской, с телом изделия.
В технологии росписи применяются разные типы красок: надглазурные, подглазурные, керамические пигменты и другие типы красок.
Совершенствование мастерства росписи по керамике позволило создавать реалистичные картины природы на панно из керамической плитки. Одна из таких работ - это керамическое панно «Мадрид» Анибала Гонсалеса, созданое в 1929 году.
Одним из относительно современных продолжателей технологий создания изображений на керамике стала шелкографиия, которая применяется и по сей день для крупносерийного тиражирования декольных изображений для декорирования плитки и посуды. Эта технология позволила производителям фарфоровой, стеклянной, эмалированной и иной посуды наносить рисунки (узоры, картины) разных размеров и разной цветовой гаммы на серии изделий.
Для создания черно-белых изображений ритуальной фотокерамики ещё век назад применялся метод аналогового деколирования с использованием фотопроявления, в котором с помощью коллодия и системы фотопроявления на стекле изготавливалась поверхность с разными зонами липкости, на которые в дальнейшем наносилась надглазурная краска.
С развитием цифровых технологий в конце 90-х годов XX столетия пришел новый метод получения черно-белого декольного изоборажения, на этот раз уже цифровой. В основе этого метода лежит печать на декольной бумаге с помощью черно-белого лазерного принтера специальным типом тонера. Деколь после обжига на керамических изделиях приобретает коричневатый оттенок, объясняющийся наличием в тонере оксидов железа. Этот метод позволил повысить производительность изготовления ритуальной фотокерамики.
Практически параллельно с этой технологией китайскими специалистами было разработано создание изображений на керамических изделиях с помощью струйного принтера и специальных адгезионных чернил (липких чернил). Данная технология стала цифровым технологическим прорывом, позволившим создавать не только черно-белые, но и цветные изображения на керамике и металлокерамике. На постсоветском пространстве разработкой и развитием этой технологии занимались российские (Гречко А. И. и др.) и украинские специалисты (Мустафин К. А., Завальнюк В.И).
Одной из наиболее качественных инженерных разработок для фотокерамики стал струйный принтер с координатным столом, позволивший изготавливать цветную фотокерамику высокого качества, что объясняется высокоточным совмещением слоев краски.
Данная технология изготовления фотокерамики отличается от других простотой создания цветных изображений и низкой себестоимостью нанесения изображений.
В конце XX - начале XXI вв. совместной группой итальянских и немецких ученых была разработана новая технология получения цветной цифровой деколи. В основе этой технологии лежит печать изображения цветными керамическими тонерами с помощью цветного лазерного принтера на декольной бумаге. Впоследствии эти группы специалистов разделились и стали работать независимо друг от друга. Также были разработаны модификации лазерных принтеров и копиров для получения цифровых цветных деколей, а также созданы системы цифровых деколей. На постсоветском пространстве данными разработками занимается «Центр технологий фотокерамики». В результате многолетних исследований специалисты центра разработали несколько модификаций лазерных принтеров А4 и А3 для печати цветных деколей керамическими красками.
Данный метод цифровой деколи применим для создания фотопанно из керамической плитки, декорирования посуды, сувенирного направления, а также ритуальной фотокерамики.
Уже много лет специалисты из разных стран проводят исследования и пытаются разработать новый вид керамических чернил для струйной печати с целью создания фотографических изображений на керамике. Но пока, к сожалению, в этом направлении не удается получить положительных результатов.
На сегодняшний день новейшие технологии фотокерамики позволяют получать на керамике и металлокерамике не только серийные, но и эксклюзивные долговечные изображения с фотографическим качеством и широкой цветовой гаммой. Все это стало возможным благодаря научно-техническому прогрессу в развитии цифровых технологий и упорному труду специалистов в отрасли фотокерамики.